# Оберштурмбанфюрер

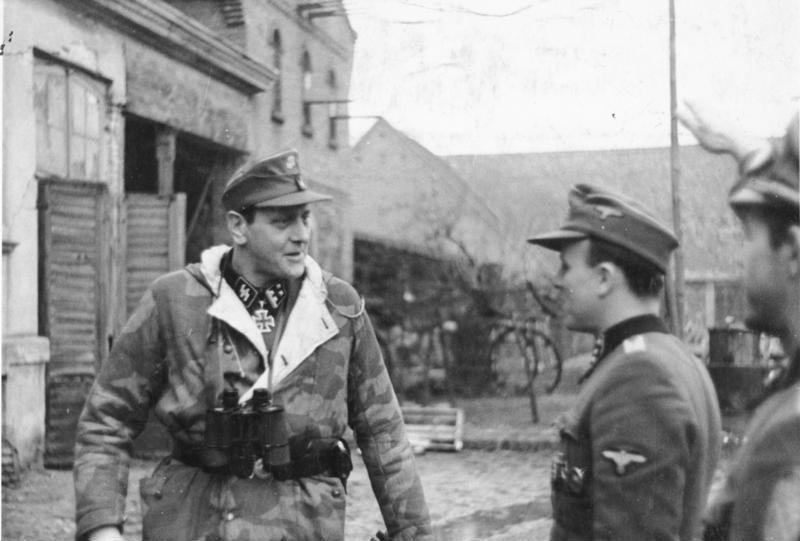
СС-Оберштурмбанфюрер Отто Скорцені

СС-Оберштурмбанфю́рер (нім. SS-Obersturmbannführer) — звання в СА (нім. Sturmabteilung) та СС (нім. Schutzstaffel) Відповідало званню підполковника.
19 травня 1933 року введено в структуру СС, як звання керівників територіальних підрозділів СС Штурмбанн (нім. SS Sturmbann).
Звання штурмбанфюрера введене в СА в 1921 році. З 1928 р. звання штурмбанфюрера вводиться також в структуру СС як звання керівників. Потім з 1933 р. використовувалося як звання заступників керівників територіальних підрозділів СС — штурмбанів (нім. SS Sturmbann). У Штурмбанн входили чотири невеликі підрозділи — штурми (нім. SS Sturme), приблизно рівних за чисельним складом армійській роті (від 54 до 180 чіл.), один медичний підрозділ, рівний за чисельністю армійському взводу (нім. Sanitaetsstaffel) і оркестр (нім. Spielmannzug). Чисельність штурмбанну доходила до 500—800 чоловік.
З 1936 року, після створення Ваффен-СС, відповідало званню підполковника (оберст-лейтенанта) Вермахту та посаді командира батальйону, заступника командира полку.

Знаки розрізнення СС Оберштурмбанфюрера Ваффен-СС

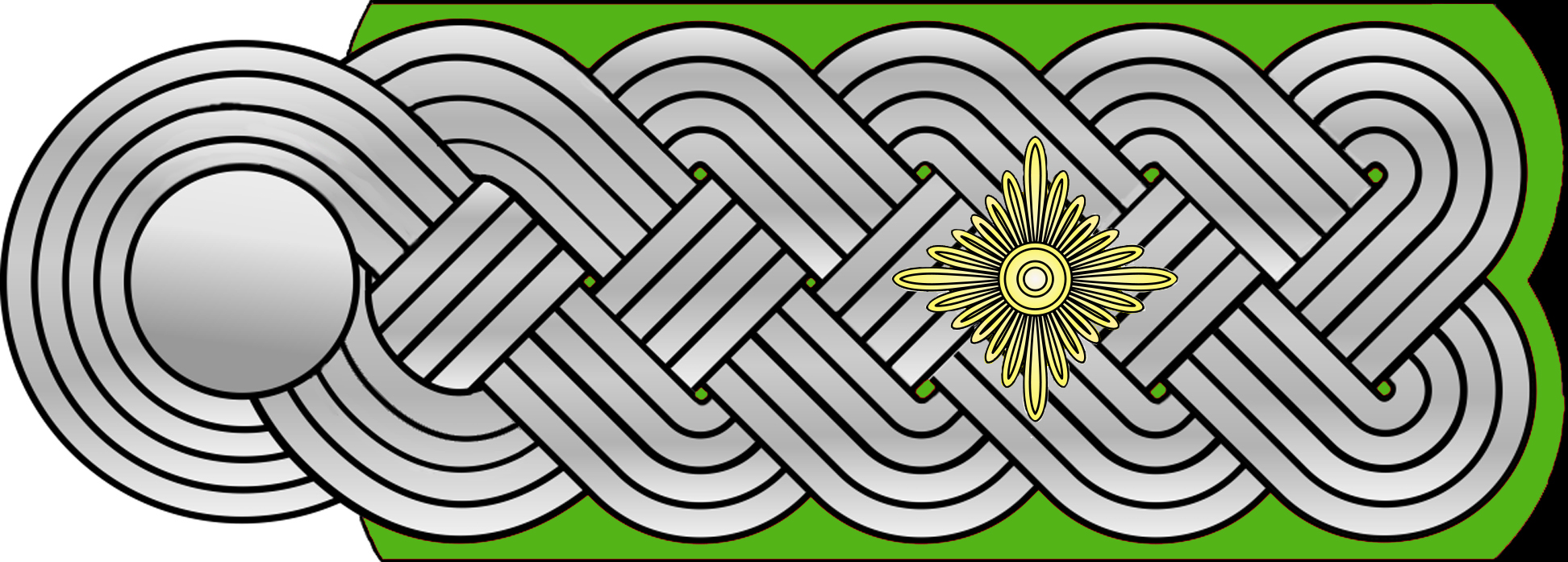
Погон
Петлиця
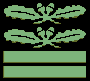
Маскувальний костюм